# 道基·波伊特
道基·李·波伊特，通常又被稱作道基·波伊特（英語：Dougie Lee Poynter，1987年11月30日—），英格蘭埃塞克斯郡科瑞漢出生的英國流行音乐艺人，在樂團McFLY中擔任貝斯手和合音員，其餘成員還有丹尼·瓊斯（Danny Jones）、湯姆·弗萊屈（Tom Fletcher）、和哈利·裘德（Harry Judd）。McFLY因為霸子樂團邀請他們在2004年三月的巡迴演唱而變得有名。道基在他十五歲時加入樂團。

## 生平

### 早期
道基出生於歐羅塞特醫院並在埃塞克斯郡科瑞漢長大。在他加入McFLY之前，道基和他的母親山姆、妹妹潔姿、兩支蜥蜴（祖奇和巴菲）、兩隻貓、兩隻狗（弗雷瑟和瑪姬）、一隻倉鼠，和一隻青蛙（奈德）住在一起。他過去常飼養蜥蜴，這使他在學校有「蜥蜴王」的封號。他另外在學校也因為與其他學生與眾不同的音樂與時尚風格而有「Grunger」（九十年代早期流行的髒亂衣著時尚）的綽號。他曾經在一個龐克搖滾樂團，而在他決定離開，前往倫敦時讓道基的朋友的心境五味雜陳。這是從老阿塔茲的網站的資料：

"一切的開始都源於尋找一個樂團，在他們準備寄出唱片樣本並努力試著在東特羅克公演後得到簽約之際，道基突然被宣佈將要離開並加入另一個樂團McFLY，那是個有良好市場潛力並有大公司Universal Island Record撐腰。這件事讓樂團震驚，且讓他們遺憾沒有達到「若他們成功，就要在一起成功」的理想。
根據道基的說法，他曾經習慣學校生活，但現在一點也不。最近在每日郵報的訪問中，道基承認他自從他要加入McFLY的兩個禮拜前到現在，都未曾和他父親蓋瑞說過話 。

### McFly
波伊特在樂團裡擔任貝斯手和合音員，例如《Too Close For Comfort》。他也寫了一些歌諸如《Silence Is A Scary Sound》，這首歌在2005年的Arena巡迴演唱被樂團演奏，另外McFLY即將在2007年4月發行的最新單曲《Transylvania》也是由道基所寫。《Transylvania》將會是樂團裡第一個由道基擔任主唱的歌曲。 （页面存档备份，存于）
波伊特通常被認為是樂團裡最害羞的成員，除了在2006年一個簡短的個性短片，他脫光衣服以外，他仍然在很多訪問中都十分安靜且鮮少說話。事實上，其他成員說道基常常未經思考就脫口而出，因此最好的辦法就是不要說任何話。
道基有四個刺青——每個腳踝有一個星星、腳上刻有「運動員」(Athletes)（因為有香港腳(Athlete's Foot)，而其他McFLY成員也有相似的刺青），以及在胸部右上方一個大型的太空主題場景，上面刻了火箭和外星人，是為了慶祝他的十八歲生日，這刺青最近更延伸到他的右臂。

## 謠言
由於和丹尼·瓊斯有許多曖昧動作曝光於電視、演唱會及各種媒體上，許多人開始懷疑丹尼和道基是否為同性戀，儘管這些曖昧動作都可能只是基於好玩和搞笑。

## 外部連結
- McFly 官方網站
- 中的“道基·波伊特”